# Музей прикладного искусства (Будапешт)
Музей прикладного искусства в Будапеште (венг. Iparművészeti Múzeum) располагается в здании, построенном в стиле сецессиона в 1893—1896 годах по проекту архитекторов Эдёна Лехнера и Дьюлы Партоша. Музей в здании с приметной крышей, выложенной черепицей Жолнаи изумрудного цвета, открылся в 1896 году, в год празднования тысячелетия Венгрии.

## Экспонаты
В музее хранятся уникальные произведения венгерского и европейского искусства начиная с XVI века и вплоть до современности: стеклянные изделия, керамика фабрики «Жолнаи», предметы текстиля, одежды (бархат, парча, шерсть, кружева, кожа), бронза, фарфор, музыкальные инструменты, деревянные резные доски для набивки тканей, ювелирные изделия, столовые приборы, часы, фамильные сокровища семьи Эстерхази. В филиале Музея прикладного искусства во Дворце-музее Надьтетень разместилась экспозиция мебели разных эпох, стран и стилей. В 2013 году в музее прошёл первый день модерна.